# Anstruther Davidson
Anstruther Davidson ( 1860 - 1932 ) fue un médico, botánico escocés-estadounidense, que al igual que otros tantos llegaron a los campos de la botánica y las ciencias naturales a partir de una formación médica. Era hijo de George y de Ann Macadam.
Se graduó en medicina en la Universidad de Glasgow con los grados de Medicinae Baccalaureus & Chirurgiae Magister a la edad de veintiún años. Seis años más tarde obtuvo su M.D. Emigró a EE. UU. en 1889, y ese mismo año comenzó la práctica de la medicina en Los Ángeles que llevó a cabo casi de forma continua hasta su muerte.
En los campos de la botánica y de la entomología sistemática, fue sin duda recordado por los primeros estudios que llevó a cabo en esas materias en el sur de California.
En enero de 1932, el Dr. Davidson fue golpeado por un automóvil y proyectado hacia delante en el pavimento, sufriendo lesiones internas, de carácter más grave que a principios se reconoció, que fueron la causa de su muerte unos tres meses más tarde a la edad de setenta y dos.

## Algunas publicaciones

### Libros
- james Brown (de Sanquhar.), anstruther Davidson. 1891. The history of Sanquhar ...: To which is added the flora and fauna of the district. Ed. J. Anderson. 497 pp.
- 1896. Catalogue of the Plants of Los Angeles County. Pt. I Phaenogamia. Reeditó en 2009 por Cornell University Library. 48 pp. ISBN 1112231366
- 1896. List of plants of Los Angeles County, Cal. Volumen 1 de Proceedings, Southern California Academy of Sciences. 36 pp.
- Davidson, a., george l. Moxley. 1923. Flora of Southern California. Ed. Times-mirror press. 452 pp.

## Honores
- Miembro de la "American Medical Association"
- 2.º presidente de la "Academia de Ciencias de California", de 1892 a 1894, siendo reelegido para un segundo mandato. Fue uno de los fundadores de la sociedad y se desempeñó como tesorero, como miembro de la junta directiva y del consejo de la publicación. En resumen fue un socio activo por cuarenta y un años

### Epónimos
Unas 82 especies se nombraron en su honor, entre ellas:
- (Acanthaceae) Stenostephanus davidsonii Wassh.[1]
- (Apiaceae) Aletes davidsonii J.M.Coult. & Rose[2]
- (Araceae) Philodendron davidsonii Croat subsp. bocatoranum Croat[3]
- (Asteraceae) Baccharis davidsonii Cuatrec.[4]
- (Brassicaceae) Boechera davidsonii (Greene) N.H.Holmgren[5]
- (Chenopodiaceae) Atriplex davidsonii Standl.[6]
- (Cunoniaceae) Weinmannia davidsonii A.Fuentes & Z.S.Rogers[7]
- (Fabaceae) Lotus davidsonii Greene[8]
- (Hydrophyllaceae) Phacelia davidsonii A.Gray[9]
- (Lamiaceae) Salvia davidsonii Greenm.[10]
- (Mimosaceae) Inga davidsonii Standl.[11]
- (Orchidaceae) Telipogon davidsonii D.E.Benn. & Christenson[12]
- (Piperaceae) Piper davidsonii Yunck.[13]
- (Polygonaceae) Eriogonum davidsonii Greene[14]
- (Rosaceae) Cowania davidsonii Rydb.[15]
- (Scrophulariaceae) Collinsia davidsonii Parish[16]

- La abreviatura «Davidson» se emplea para indicar a Anstruther Davidson como autoridad en la descripción y clasificación científica de los vegetales.[17]